# Chinkultic
Chinkultic est un site archéologique mexicain renommé pour son Mirador de l’âge classique.
Le premier archéologue à visiter Chinkultic fut Gareth W Love en 1958, directeur de fouilles de la New world international foundation’. Le site fut exploré en 1969 par Guillermo Bonfil, directeur de l’INAH-l’Institut National d'Anthropologie et d'Histoire.
En 1944, Morley et Thompson visitent ce site et y découvrent la stèle 10. En 1923, Blom et Lafarge avaient dégagé les abords du jeu de balle. Ils trouvèrent la stèle 8 portant une figure et des glyphes.
Quand elles furent photographiées par les archéologues les stèles étaient noires en raison des brûlis provoqués par les paysans pour la culture du maïs : les détails ressortent donc bien.
Chinkultic, dans l’alignement de Palenque et Comalcalco aurait été une ville commerciale, créé sur le tard pour cet usage. D’où sa situation en lisière du pays maya. Apparemment aucune info sur la dynastie qui fonda ce site : pas d’inscriptions.